# 埃里克·加布里埃利
埃里克·加布里埃利（Enrico Gabrielli，1956年—），生于罗马，意大利法学家。

## 簡歷
加布里埃利毕业于罗马智慧大学（即罗马第一大学）私法专业，师从安東尼諾·卡陶戴拉（Antonino Cataudella）教授。他曾任教于安科纳大学和乌尔比诺大学（任乌尔比诺大学私法协会主任），之后在罗马智慧大学民法专业取得博士学位。1999年被任命为罗马第二大学法学院民法学正教授，並任教至今。埃里克﹒加布里埃利也是罗马第二大学法律职业专业培训机构的主任。加布里埃利曾经在英国牛津大学和伦敦大学商法研究中心学习和研究。
加布里埃利也是乌拉圭天主教大学法学院的荣誉教授，是乌拉圭天主教大学民法学指导委员会的成员。2013年，乌拉圭天主教大学基于其在民法学领域的贡献，授予加布里埃利“学术勋章”。
加布里埃利是“意大利民法学者协会”的创始人之一，自2010年创建后一直是该组织管理委员会的成员和名誉顾问，并教授相关课程。
加布里埃利的科研活动主要集中在民法学科领域，特别致力于合同问题、财产担保理论。在担保领域中，加布里埃利创设了浮动质押理论，这一理论不仅在最高法院的判决录中（第一次出现在1998年5月28日第5264判决中）得到了确认，也在许多法律的国内立法者和欧洲经济共同体立法者的著作中得到了确认。在这些法律中，最为重要的是后者，即欧共体委员会关于金融担保合同的的法律文书。
在加布里埃利的著作中，关于信用担保的专题著作有1990年的《不规则质押》、1998年的《关于浮动担保》和2005年的《质押》。另外，加布里埃利在破产法领域也进行了一些实践和科研活动。
加布里埃利也是律师，并且基于罗马法院的任命，在2000年7月13日至2002年3月22日之间的防范协议中，担任联邦企业集团的司法资产清算人。
基于司法部和经济部的联合任命，加布里埃利是新破产法编撰委员会的成员之一。另外，基于意大利中央银行总裁的任命，加布里埃利在银行危机的相关破产程序中担任了数个职务。
加布里埃利编写了由UTET出版的“民法典评论”。他与Pietro Rescigno教授共同编写了《合同法评论》；与Eugenio Picozza教授共同编写了《经济法评论》；与Francesco Vassalli教授和Francesco Paolo Luiso教授共同编写了《破产法和破产程序评论》；和Francesco Gazzoni教授共同编写了《不动产公示评论》。
加布里埃利是《私法杂志》的共同主编，同时也是《家庭与人法杂志》科研委员会的成员。

## 主要著作[5]
- 《不同物的交付》，那不勒斯，1987[6]；
- 《不规则质押》，帕多瓦，1990[7]；
- 《合同的风险系数和风险》，那不勒斯，1997[8]；
- 《关于浮动担保》，那不勒斯，1998[9]；
- 《消费者合同》，都灵，2000；
- 《合同研究》[10][11]，都灵，2000[12]；
- “合同客体”，《民法典评注》，Pietro Schlesinger主编，米兰，2001[13]；
- “质押”，《民法评论》，Rodolfo Sacco主编，都灵，2005；
- 《合同，市场和破产》，都灵[14]；
- 《一般合同与各类合同》，都灵，2011；
- “突发的过渡负担”，《私法评论》，Mario Bessone主编，都灵，2011。

## 海外出版的著作
- 《新担保法》，马德里，蒙得维的亚，布宜诺斯艾利斯，利马，2008年；
- 《合同的一般原理》，第一卷，蒙得维的亚，2009[15]；
- 《合同的一般原理》，第二卷，蒙得维的亚，2010；
- 《合同一般理论的研究》，利马，2013[16]。

## 参与编写的卷目
- “一般性合同”，《合同评论》，Pietro Rescigno和Enrico Gabrielli主编，都灵，第二版，2006[17]；
- “金融市场合同”（与R. Lener合著），《合同评论》，Pietro Rescigno和Enrico Gabrielli主编，都灵，第二版，2011；
- “消费者合同”（与E. Minervini合著），《合同评论》，Pietro Rescigno和Enrico Gabrielli主编，都灵，2004；
- “诉讼调解合同”（与F. P. Luiso合著），《合同法评论》，Pietro Rescigno和Enrico Gabrielli主编，都灵，2005；
- “竞争合同”（与A. Catricalà合著），《合同法评论》，Pietro Rescigno和Enrico Gabrielli主编，都灵，2011[18]；
- “宪法体系中的财产关系”（与M. Tamponi合著），为宪法法庭五十年庆，那不勒斯，2006；
- 《银行合同》（与F. Maimeiri合著），在由W. Bigiavi创建的民法和商法体系法学中。

## 浮动质押理论
基于其在民法、商法和破产法研究中承担的重要角色，埃里克﹒加布里埃利创立的浮动质押理论，对于其他学者的研究也颇有裨益：

- Henrich，载《欧洲私法杂志》，4，2007，p.1170；
- A Braun，“意大利的教授和法官：孤掌难鸣”，载《牛津法律研究杂志》，vol.26，No.4，（2006），p.665；
- C.M.Bianca， 载《民法杂志》，Ⅰ，2007，p.133；
- Macario，载《民事诉讼法季刊》，2007，p.318；
- Sassani， “重观质押，对于古老制度的现代评论”，载《强制执行杂志》，2006，p.447；
- Maimeri，载《银行、交易所和信用证券》，2006，Ⅰ，p.601；
- A.La Torre，“有责任感的法学家工作中的质押”，载《民法正义》，2005，Ⅱ，p.539；
- De Nova，载《民法杂志》，1999，Ⅰ，p.408；
- Diurni， 载《Juristen Zeitung》，1999，p.569；
- Messinetti，“动产担保的形式结构”，载《私法评论杂志》，1991，p.783；
- R.Aranda Rodriguez，载《民法年鉴》，1990，p.1273。